# Emilio Reus
Emilio Reus Bahamonde (Madrid, 1858-Montevideo, 1891) se destacó en diversas áreas del conocimiento y rubros de actividad, en España, Argentina y Uruguay donde murió a los 32 años de edad, dejando un importante legado, producto del trabajo de cinco años en Montevideo.

## Reus: de España a América
Reus nació y vivió en Madrid hasta los veintisiete años. A los veintiún años se había doctorado en Derecho y en Filosofía y Letras, ocupó una cátedra en la universidad en 1880 y fue diputado un año más tarde.
Escribió obras de derecho y fue director de la Revista General de Legislación y Jurisprudencia fundada por su padre. De perfil humanista, escribió libros de filosofía y sociología, estrenó dos piezas teatrales y tradujo a Spinoza, con un prólogo muy bien logrado.
Fue un financista que mostró sus dotes al jugar audazmente en la Bolsa de Madrid y un empresario que dirigió el canal de Ecija.
Mantuvo amistad con la reina Isabel II, lo que le permitió entrar en contacto con importantes empresarios de la época. Dueño de una fortuna, comenzó una ascendente carrera de jurista, escritor, político y hombre de empresa, hasta que un mal negocio bursátil lo llevó a la ruina, durante la crisis que siguió a la muerte del Rey Alfonso XII, y decidió emigrar. Vio en el Río de la Plata una región propicia para el desarrollo de sus ideas empresariales y en 1885 llegó a Buenos Aires, donde ejerció como periodista y economista. Si bien tuvo prosperidad económica durante un tiempo, una crisis financiera lo impulsó a desplazarse hacia Montevideo.

## Reus en Montevideo

### El Banco Nacional
En la época que el doctor Reus desembarcó en Montevideo, el gobierno de Máximo Tajes solicitó un proyecto para constituir un banco estatal, lo cual lo motivó a redactarlo rápidamente y realizó la campaña en poco más de dos meses, obteniendo su aprobación.
El Banco Nacional - antecesor del Banco Hipotecario del Uruguay - inició su actividad con un capital de 10 millones de pesos.
La participación en el proyecto, donde logró nuclear en un sindicato a grandes capitalistas rioplatenses y, posteriormente, en la Gerencia del Banco Nacional, lo llevó a una excelente posición económica. Permaneció en el cargo desde agosto de 1887 a julio del 1888, cuando renunció por discrepancias con el Directorio.

### La época Reus
La Compañía Nacional de Crédito y Obras Públicas fue la más grande empresa en su género creada hasta ese momento en Montevideo, plaza cuya reducida capacidad económica, hizo de esta compañía el primer "meganegocio" uruguayo.
En adelante, todo emprendimiento uruguayo importante tuvo la participación directa o indirecta de Reus, dando lugar a la “época Reus”. Buscó oro en Minas, creó establecimientos ganaderos en Paysandú, fábricas y ampliaciones en el puerto de Montevideo, hasta 1890, cuando quebró por última vez.
La crisis de 1890 empezó en Londres con el Banco Inglés, arrastró al Banco Nacional, a otros bancos secundarios, y a la Compañía. Reus, en un esfuerzo para salvar la situación, dejó la dirección de la Compañía para fundar el Banco Transatlántico.

### Legado arquitectónico
En el viaje de inmigrantes españoles donde vino Reus, también viajaba gente humilde que necesitaba una casa a pagar con facilidades. Para atender esta necesidad, Reus construyó dos barrios de viviendas económicas, sólidas y funcionales, aptas para alojar a familias de trabajadores (Barrio Reus al Norte y Barrio Reus al Sur). Para ello unió capacidades y esfuerzos con el teniente coronel Marcelino Santurio, quien había residido en Europa, donde estudió este tipo de barrios.
Las obras se iniciaron rápidamente, pero en 1889 la compañía empezó con problemas financieros y, en un intento de salvar la situación, su director buscó créditos y comenzó la venta de las casas aún no terminadas. Pero la crisis de 1890 provocó el quiebre de la sociedad que pasó a integrar el capital del Banco Hipotecario, creado en 1890 sobre la base de la Sección Hipotecaria del Banco Nacional, que terminó las obras y vendió las viviendas.

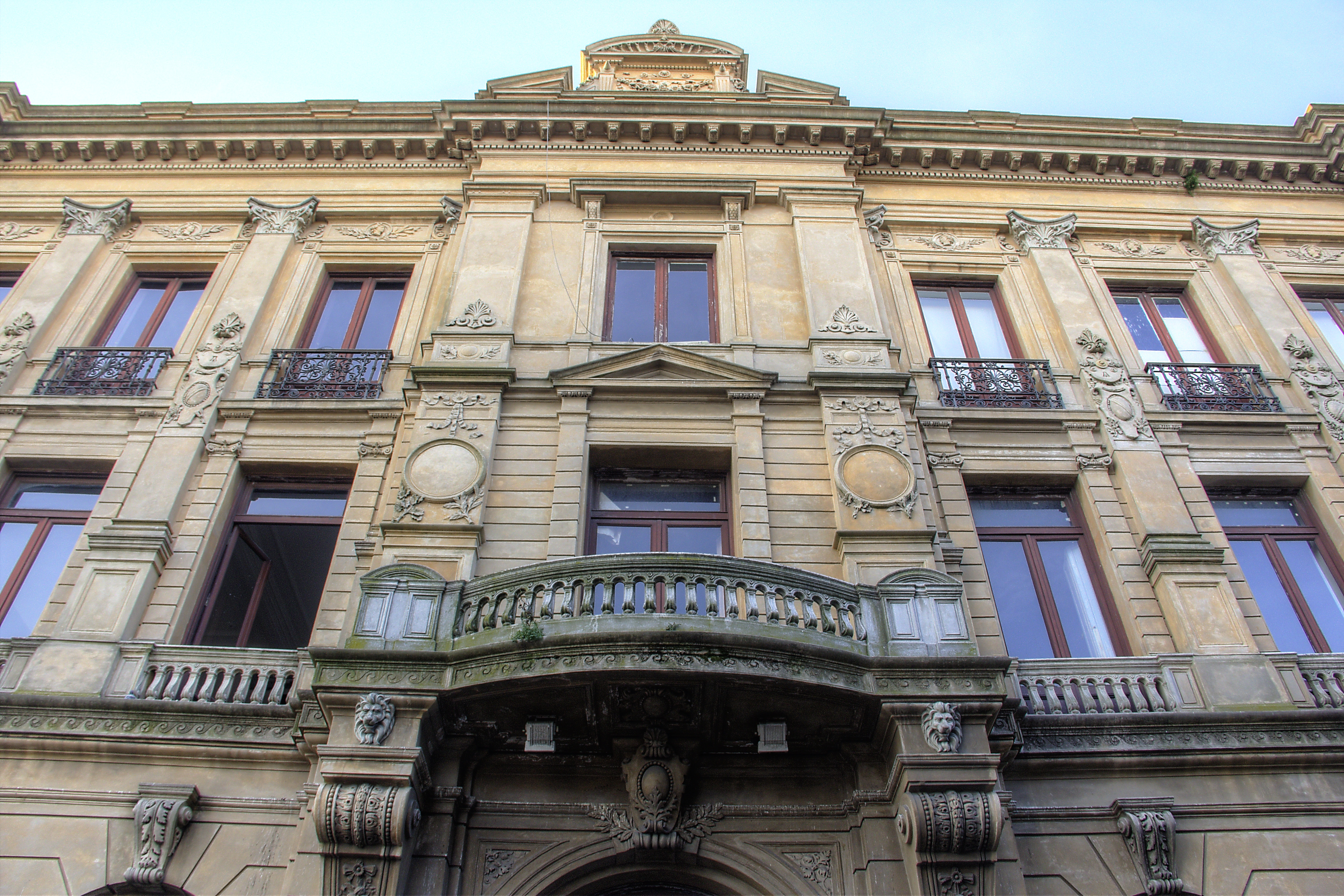
Ex-Establecimiento Médico e Hidro - Térmico Terápico

Reus promovió y financió, a través de la Compañía Nacional de Crédito y Obras Públicas, además del Barrio Reus, el Gran Hotel Nacional y el Balneario Gounoulhiou, entre otros.
El Establecimiento Médico Hidro-Termo-Terapéutico fue construido en la calle 25 de Mayo N° 279, entre Pérez Castellano y Colón, en la Ciudad Vieja, pero, en 1890, año de la crisis, aún no estaba terminado y, ante la quiebra de Reus, pasó a manos del Banco Italiano.
Este edificio fue declarado Monumento Histórico Nacional por Resolución 293/986.
Después de mucho tiempo en abandono y deterioro, el mismo fue recuperado para sede del Museo de Arte Precolombino e Indígena (MAPI). Está asociado a la historia de las instituciones pues anteriormente había funcionado allí el Ministerio de Fomento y luego el de Defensa Nacional por más de 60 años.
Nunca llegó a cumplir el propósito inicial de Reus como hotel turístico, sin embargo, queda como testimonio de algunas costumbres características del fin del siglo XIX, respecto a las preferencias de esparcimiento con baños y tratamientos hidro termales.
Desde el punto de vista arquitectónico, resulta un ejemplo del Historicismo Ecléctico y de la tecnología constructiva propia de la época, que estuvo a cargo de los arquitectos ingenieros alemanes Parcus y Siegerist.

## Ideas económicas
Reus entendía que debía hacerse la emisión única de papel moneda para el Banco , lo cual era contrario a lo planteado por la banca extranjera en plaza y nunca se llegó a concretar.
La Compañía Nacional de Crédito y Obras Públicas proponía apertura de créditos garantizados por títulos negociables en la Bolsa, la compra y venta de metales preciosos, títulos de Deuda Pública y cédulas hipotecarias del Banco Nacional y acciones y obligaciones de otras sociedades, establecer cajas de ahorro, comanditar sociedades de todo tipo y admitía la contratación y ejecución de obras públicas con suscripción del Estado o particular.

Con respecto al Estado, proponía préstamos, créditos, conversiones de Deuda Pública,  para el apoyo a la construcción de puentes, puertos, diques. 
Otorgar préstamos hipotecarios sobre las propiedades urbanas y hacerse cargo del cobro de alquileres, arrendamientos, rentas, peajes, dividendos y productos de cualquier clase para facilitar préstamos; subdividir propiedades en lotes abriendo calles o caminos, crear barrios, pueblos y villas, ejidos de huertas, chacras y colonias y venderlas al contado a plazo por cuenta propia.Además, Reus, manifestó su interés en realizar la mensura catastral del territorio y el plano general de la República con el registro gráfico de las propiedades particulares.
Nico Medes en El reporte, referencia citada

## Publicaciones
- ESTUDIOS SOBRE FILOSOFÍA DE LA CREACIÓN. Exposición y examen de los sistemas revelados y transformistas, sobre el origen de las especies -1876.
- LA ORATORIA. Estudio crítico, leído en la Sección de Literatura del Ateneo de Madrid -1878

- OBRAS FILOSÓFICAS DE SPINOZA, traducidas y precedidas de una Introducción doctrinal -1878
- LA BIOLOGÍA. Parte primera. Sistemas biológicos de la Ciencia y de la filosofía modernas -1879
- LA BIOLOGÍA. Parte segunda, Determinación del problema: « Concepto de la vida.[4]

## Muerte y valoración histórica
Reus sufría de una lesión cardíaca congénita que se vio agravada por la quiebra financiera y la pérdida de sus obras. Poco tiempo después, el 7 de mayo de 1891, a los 32 años, falleció sumido en la pobreza.
El diario “El Día” , en su edición del día siguiente expresa:
“Murió ayer después de largos meses de postración, el hombre más directa e íntimamente vinculado a los progresos estruendosos que cuatro años atrás se iniciaron en nuestro país : Emilio Reus.
En su muerte, no hubo ninguno de aquellos amigos fáciles que enriquecieron a su sombra. Estaba casi solo su cadáver, aunque a su entierro han concurrido personas distinguidas y altamente colocadas”.
La historiografía considera a Reus un caso paradigmático ya que, como empresario aportó mucho a la arquitectura y las finanzas del país, pero también se lo cataloga como un especulador de la bolsa, lo cual es uno de los motivos que explica cómo pasó, en pocos años, del esplendor a crisis económica y terminó su vida en pobreza. Un ejemplo de los riesgos que tomó fue usar dinero del Banco del que era director para participar en la bolsa, lo cual tanto pudo favorecer y aumentar el patrimonio del banco como llevarlo a la bancarrota.

La actividad especulativa llegó a tal punto, que hubo personas que habiendo solicitado inscribirse para suscribir acciones, vendían su prioridad por un premio del 30% del monto de las acciones. Las dos ruedas habituales de la Bolsa resultaban insuficientes para atender todas las operaciones que se deseaba realizar; se cumplían hasta tres ruedas extras, al margen de las dos ruedas habituales
Mario Bucheli, en Evolución de la economía en el Uruguay, Conferencia en la Academia de economía, abril 1982.

Emilio Reus, admirable vendedor de quimeras cambió Montevideo y se fue como vino: sin un centésimo. Pero enriqueció a todos, enseñó a soñar.

Reus fue el primer dandy que caminó por el bulevar Sarandí.
Carlos Maggi, en "El País, referencia citada